# 都丸亜華梨
都丸 亜華梨（とまる あかり、2001年〈平成13年〉11月20日 - ）は、日本のグラビアアイドル、タレントで、都丸 紗也華の実妹。
群馬県渋川市出身。姉と同じくプラチナムプロダクションに所属している。

## 略歴
姉がFYT]にてアイドル活動中だった当時、自身もプラチナムプロダクションから誘われて2017年から同事務所内の新人育成プロジェクト「Shibu3 project」（ブルークラス）に参加し、タレント活動を始める。同年には『ミスiD2018』に応募し、セミファイナリスト（エントリーNo.72）まで進むものの、受賞はならなかった。
2019年11月16日、LOFT9 Shibuyaにて行われたトークイベント「この女の子がすごい! Vol.11」に姉と共に出演する。さらに、2020年7月14日発売の『FLASH』（光文社）では、初の姉妹共演による表紙とグラビアを飾った。
2020年3月末でShibu3 projectを卒業したが、同月28日に開催予定だった「シブサン春フェス!!2020〜卒業式&進級式〜」は新型コロナウイルス感染症流行の影響で中止となった。
2020年7月21日、「ミスマガジン2020」でセミファイナリスト16名のうち1人に入ったが、受賞には至らなかった。2022年6月には「ミスFLASH2023」にエントリー。セミファイナルを総合3位で通過してファイナリストまで進んだが、21世紀生まれ初のグランプリ獲得は果たせずに終わった。
2023年4月28日、アイドルグループ「ワタシズム」の結成が発表された。メンバーは亜華梨と夢野由莉子、環花ゆうゆ、小川莉香、川園かれんの計5人。
2023年10月、『週刊プレイボーイ』（集英社）の創刊57周年企画「NIPPONグラドル57人」にグラビアニュージェネレーションの1人として掲載された。

## 人物
- 姉と同じく名前に「華」が付いているのは、漢字3文字で間に「華」を入れたいという母の意向による[6]。
- ひとりジャンケンが得意。小学5年の時、友達に自慢したいと思って始めたという[13]。
- 趣味は絵を描くこと[9]、メダカ観察[13]。
- 得意な料理は「鶏のさっぱり煮」[16]。教えてくれた母より上手に作れるという[2]。
- 憧れの女優は榮倉奈々[5][16]。
- 動物好きなので幼少期はペットトリマーになりたかったが、姉のアイドル活動中の姿を見て自身もそれまでまったく持たなかった芸能界への憧れを持つようになった[7]。しかし、活動開始当初はまだ極度の人見知りだったことから目を合わせることも難しく、ファンと接していくうちに慣れてきて少しずつ話せるようになったという[7]。

## 出演

### テレビ番組
- さんま・玉緒のお年玉あんたの夢をかなえたろかスペシャル（TBS、2023年1月9日）- 再現VTRに出演[21]
- それでも結婚したいと、ヤツらが言った。（テレビ東京、2023年2月2日〈1日深夜〉 - 第5話にゲスト出演[22]
- 出川一茂ホラン☆フシギの会（テレビ朝日、2023年4月22日〈21日深夜〉）- ゲスト出演[23]

### 舞台
- K-FARCE朗読劇「散りて尚、」（2023年3月8日 - 12日、東京・劇場MOMO）- Team【B】の一員として参加[24]。

### 映画
- 恐解釈 花咲か爺さん（2023年11月3日、オソレゾーン / エクストリーム）[25]

### イベント
- この女の子がすごい! Vol.11（2019年11月16日、LOFT9 Shibuya） - 紗也華と共演[10]

### Web広告
- 振袖・袴ネットレンタル「かりはなれ」（2023年）[26]

### デジタル写真集
- FLASHデジタルフォトブック「都丸紗也華&亜華梨 奇跡の姉妹・初共演」（2020年8月18日、光文社）[注 4]
- 漫画アクション「最高にかわいい妹」（2023年3月7日、双葉社）[28]
- SPA!「都丸紗也華・亜華梨『姉妹の戯れ』」（2023年3月24日、扶桑社）[29]